# Rummy
Rummy är benämningen dels på en grupp av besläktade kortspel, som inkluderar bland annat gin rummy, femhundra och canasta, dels på det kortspel som ligger till grund för de andra spelen i gruppen. Alla dessa spel är baserade på en gemensam grundprincip: att dra och kasta kort med målet att arrangera korten i vissa kombinationer. Denna spelprincip härstammar från Kina och återfinns också bland annat i brickspelet mahjong.

## Rummy (Sjukortsrummy)
Den i västvärlden grundläggande formen av rummy kallas vanligen bara rummy, men går ibland också under namnet sjukortsrummy. Spelet går ut på att så fort som möjligt bli av med korten på handen genom att lägga ut dem i kombinationer, bestående av minst tre kort av samma valör eller minst tre kort i följd i samma färg. 
Spelarna får sju kort var, eller ett annat fastställt antal, och resterande kort bildar en talong, vars översta kort vänds upp och utgör början på högen. Spelets mekanism kännetecknas av att den spelare som är i tur utför följande tre moment:
- Drar det översta kortet i talongen eller det översta kortet i högen
- Om möjligt lägger ned en kombination på bordet framför sig, eller kompletterar en befintlig kombination
- Lägger ifrån sig ett kort med framsidan uppåt på högen

Den spelare som först gått ut, det vill säga blivit av med sitt sista kort, har vunnit given, och inkasserar poäng från motspelarna motsvarande värdet på de kort dessa har kvar på sina händer.

## Andra rummyspel
Rummyspel där kombinationerna behålls på handen tills given är avslutad:
- Europeisk rummy
- Gin rummy
- Java rummy
- Kung och dam
- Rio rummy (Poker-rummy)
- Svensk rummy (Modern rummy)

Rummyspel där kombinationerna läggs ut efterhand, och där okombinerade kort ger minuspoäng:
- Cachons
- Kalooki
- Kontraktsrummy (Progressiv rummy)
- Michigan rummy
- Vatikanen

Rummyspel där kombinationerna läggs ut efterhand, och där okombinerade kort ger minuspoäng och kombinerade kort pluspoäng:
- Canasta
- Femhundra (Pinochle rummy)
- Oklahoma (Arlington)
- Persisk rummy (Fyrmansrummy)
- Samba